# سونگ دائه-نام
سونگ دائه-نام (انگلیسی: Song Dae-nam؛ زادهٔ ۵ آوریل ۱۹۷۹) جودوکار اهل کره جنوبی است.